# Spirotropis (gastrópode)
Spirotropis é um gênero de gastrópodes pertencente a família Drilliidae.

## Espécies
- Spirotropis agamedea (Dall, W.H., 1919)
- Spirotropis aganactica (Watson, 1886)
- Spirotropis azorica Bouchet & Warén, 1980
- †Spirotropis badensis R. Janssen, 1993
- †Spirotropis bainbridgensis Durham, 1944
- †Spirotropis calodius Moore, 1963
- †Spirotropis campi Durham, 1944
- †Spirotropis carinata (Bivona, 1838) (sinônimo de Spirotropis monterosatoi (É.A.A. Locard, 1897))
- Spirotropis centimata (Dall, 1889)
- †Spirotropis claibornica Garvie, 1996 [2]
- Spirotropis confusa (Seguenza, 1880)
- Spirotropis cymothoe (W.H. Dall, 1919)
- Spirotropis ephamilla Verrill, 1884
- Spirotropis eurytima Morassi, 1998
- Spirotropis genilda (Dall, 1908)
- †Spirotropis gramensis R. Janssen, 1993
- Spirotropis laodice (Dall, 1919)
- Spirotropis limula Martens, 1904
- Spirotropis lithocolleta (Watson, 1881)
- †Spirotropis modiolus (de Cristofori & Jan, 1832)
- Spirotropis monterosatoi (Locard, 1897)
- Spirotropis patagonica (d'Orbigny, 1841)
- Spirotropis phaeacra (Watson, 1881)
- Spirotropis stirophora (Watson, 1881)
- Spirotropis studeriana (Martens, 1878)
- Spirotropis tmeta (Watson, 1881)

Espécies trazidas para a sinonímia
- Spirotropis acutus L.M.D. Bellardi in E. Sismonda, 1842: sinônimo de Spirotropis modiolus (G.J. De Cristofori & G. Jan, 1832)
- Spirotropis azoricus Bouchet & Warén, 1980 aceito como Spirotropis azorica Bouchet & Warén, 1980
- Spirotropis bulbacea R.B. Watson, 1881 sinônimo de Aoteadrillia bulbacea (R.B. Watson, 1881)
- Spirotropis centimatus (Dall, 1889) aceito como Spirotropis centimata (Dall, 1889)
- Spirotropis clytotropis Sykes, 1906 aceito como Ancistrosyrinx clytotropis (Sykes, 1906)
- Spirotropis leucopyrga W. Kobelt, 1904: sinônimo de Spirotropis centimata (W.H. Dall, 1889)
- Spirotropis megalacme Sykes, 1906 aceito como Drilliola megalacme (Sykes, 1906)
- Spirotropis melvilli Sykes, 1906 aceito como Micropleurotoma melvilli (Sykes, 1906)
- Spirotropis meta R.B. Watson, 1881: sinônimo de Spirotropis tmeta (R.B. Watson, 1881)
- Spirotropis remota Powell, 1958: sinônimo de Micropleurotoma remota (Powell, 1958)
- Spirotropis sarsi Warén, 1975: sinônimo de Spirotropis confusa (Seguenza, 1880)
- Spirotropis scalaris P. Partsch in J. Von Hauer, 1837: sinônimo de Spirotropis modiolus (G.J. De Cristofori & G. Jan, 1832)
- †Spirotropis spinescens Bernasconi & Robba, 1985 (partim): sinônimo de †Spirotropis badensis R. Janssen, 1993
- Spirotropis turrisulcata É.A.A. Locard, 1897: sinônimo de Theta chariessa (R.B. Watson, 1881)